# Vodojemy na Špilberku
Vodojemy na Špilberku se nacházejí ve východním bastionu opevnění Špilberku v Brně.

## Historie
V roce 1869 byl přijat projekt na výstavbu nového vodovodu v Brně. Výstavba probíhala podle projektu anglického stavitele Thomase Docwryho, který měl zkušenosti s výstavbou vodovodů v Liverpoolu, Southamptonu a Stratfordu. V letech 1869–1872 byla postavena úpravna vody v Pisárkách, která odebírala surovou vodu z řeky Svratky nad jezem v Kamenném mlýně. Upravená byla čerpána do dvou tlakových pásem, z nichž nižší tlakové pásmo bylo na Žlutém kopci a vyšší pásmo na Špilberku.
První vodojem byl vystavěn v roce 1870 uvnitř barokního východního bastionu postaveného v letech 1726–1841. Voda do vodojemu byla přečerpávána parním strojem ze strojovny, která byla postavena v nadmořské výšce 250 m na jižním svahu kopce ve špilberském parku. Domek strojovny je dnes (2016) ve správě Veřejné zeleně města Brna. V roce 1900 byl postaven severozápadněji druhý vodojem. Oba vodojemy byly pravděpodobně vyřazeny z provozu už ve dvacátých letech 20. století. V letech 2017–2019 byla provedena rekonstrukce obou nádrží a v roce 2020 byly zpřístupněny veřejnosti. Muzeum města Brna zde zřídilo lapidárium se sbírkou kamenických a kamenosochařských artefaktů, které zahrnují starobylé sochy, pomníky, náhrobky ze zrušených brněnských hřbitovů a kamenné ozdoby ze zaniklých brněnských staveb.

## Popis
První nádrž byla postavena z pálených cihel na půdorysu 7 × 25 m a výšce cca 7 m. Valenou klenbu podepírá pětice cihlových hranolových pilířů, které podélně rozdělují nádrž. Stěny a strop jsou omítnuty cementovou omítkou.
Druhá nádrž z roku 1900 byla postavena z betonu na půdorysu 12 × 25 m a výšce cca 9 m. Plochý železobetonový strop nese šest nestejně vysokých hranolových betonových sloupů.
Mezi nádržemi byla umístěna šoupátková komora s ventily, regulačním plovákem a elektroinstalací.